# Grigori Andrejewitsch Gerschuni

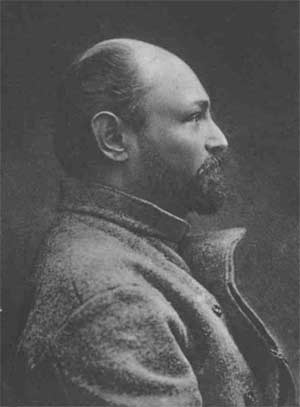
Grigori Gerschuni

Grigori Andrejewitsch Gerschuni (russisch Григорий Андреевич Гершуни; * 17. Septemberjul. / 29. September 1870greg. in Kowno, heute Litauen; † 16. Märzjul. / 29. März 1908greg. in Zürich) war ein russischer Politiker und Terrorist. Er war Mitbegründer der Sozialrevolutionären Partei und stand von 1902 bis zu seiner Verhaftung im Mai 1903 deren Kampforganisation vor, die für zahlreiche Attentate gegen Repräsentanten des Zarenregimes verantwortlich war.

## Leben
Der als Sohn jüdischer Bauern geborene Gerschuni studierte Pharmazie an der Universität in Kiew. Nach Abschluss seines Studiums ließ er sich in Minsk nieder und eröffnete dort ein bakteriologisches Labor.
Als überzeugter Sozialist war Gerschuni eines der Gründungsmitglieder der Arbeiterpartei für die politische Befreiung Russlands, was 1900 zu seiner ersten Verhaftung durch die zaristische Geheimpolizei, Ochrana, führte.
Bald wieder aus der Haft entlassen, gründete er 1901 zusammen mit anderen überzeugten Sozialisten, unter ihnen Jekaterina Breschkowskaja, Viktor Tschernow, Alexander Kerenski und Jewno Asef die Sozialrevolutionäre Partei.
Im Jahr darauf schuf Gerschuni die Kampforganisation der Sozialrevolutionären Partei, die in den Folgejahren für eine Vielzahl von Attentaten auf Offizielle des Zarenregimes verantwortlich war. Das erste Attentat richtete sich gegen den russischen Innenminister Dmitri Sipjagin, der 1902 von dem Sozialrevolutionär Stepan Balmaschow ermordet wurde.
Im Jahr 1903 ermordeten die Terroristen aus Gerschunis Organisation den zaristischen Gouverneur von Ufa N. M. Bogdanowitsch. Bereits im Mai 1903 wurde Gerschuni in Kiew verhaftet, da es der Ochrana gelungen war, den Stellvertreter Gerschunis, Jewno Asef, als verdeckten Polizeispitzel anzuheuern. Asef stellte der Ochrana das Beweismaterial zur Verfügung, das notwendig war, um Gerschuni der Beteiligung an Terrorattentaten zu überführen. In der Folge der Verhaftung Gerschunis übernahm Asef die Führung der Kampforganisation; sein Stellvertreter wurde Boris Sawinkow.
Gerschuni wurde wegen seiner Taten zum Tode verurteilt, doch wurde die Strafe in lebenslange Haft und Zwangsarbeit umgewandelt, weil Gershuni jegliche Beteiligung an den Attentaten abstritt und beim Zaren ein Gnadengesuch einreichte. Bereits 1905 gelang ihm jedoch der Ausbruch aus einem Straflager in Ostsibirien, und er erreichte in einem Sauerkrautfass versteckt China.
Von China aus begab sich Gerschuni zunächst nach Amerika und reiste dann nach Europa, wo er im Februar 1907 eintraf. Dort propagierte er weiter die Beseitigung des Zarenregimes durch Terror. Bis zu seinem Tode verteidigte Gerschuni seinen Nachfolger Asef gegen Gerüchte, die Asef des Verrats bezichtigten. 1908 verstarb Gerschuni in Zürich vermutlich aufgrund einer Tuberkuloseerkrankung.